# Kroatien i olympiska vinterspelen 2014
Kroatien deltog i de olympiska vinterspelen 2014 med 11 tävlande i 3 sporter.

## Medaljer

### Silver
- Alpin skidåkning
  - Superkombination: Ivica Kostelić[1]